# Hatice Ayten
Hatice Ayten (anhörenⓘ geboren im 20. Jahrhundert) ist eine deutsche Dokumentarfilm-Regisseurin.

## Leben
Hatice Ayten gehört zur zweiten Generation türkischer Migrantinnen in Deutschland. Sie studierte an der Gesamthochschule Essen Kommunikationsdesign mit dem Schwerpunkt Fotografie und Film. Bereits ihre frühen dokumentarischen Kurzfilme Gülüzar (1994) und Ohneland (1995) wurden auf internationalen Filmfestivals gezeigt. Ihr 2005 im ZDF gesendeter Abschlussfilm (2004) trägt den Titel „Mahrem öffne dich“; nach Meinung der Autorin hat die moderne islamische Frau den Mahrem, den in der Tradition verschlossenen Ort der Frau verlassen, und der Film stellt die Frage, was die islamische Frauenbewegung den Frauen bringt und erkundet dabei die Hinwendung zum Islam aus Frauensicht. Ayten hat für drei ARTE-Themenabende Dokumentarbeiträge gedreht, darunter „Menschen auf der Treppe“ (1999) und den abendfüllenden „Wie Zucker im Tee“ (2001), die auch in 3sat gezeigt wurden.
Für „Out of Istanbul“ erhielt sie 2005 den Felix-Rexhausen-Preis. Die Jury hob hervor, dass es Ayten gelungen sei, alle Beteiligten im Film gleichberechtigt zu Wort kommen zu lassen.
Hatice Ayten lebt und arbeitet in Duisburg.

## Filmografie
- 1994: Gülüzar
- 1995: Ohneland
- 1999: Menschen auf der Treppe
- 2001: Wie Zucker im Tee (mit Fatih Akın und Emine Sevgi Özdamar)
- 2004: Mahrem öffne dich
- 2005: Out of Istanbul
- 2008: Gesucht: Die polygame Frau